# لويس دياز إسبينوزا
لويس دياز إسبينوزا (بالإسبانية: Luis Díaz Espinoza)‏ هو لاعب كرة قدم كوستاريكي، ولد في 6 ديسمبر 1998 في نيكوجا في كوستاريكا. لعب مع نادي غريسيا.

## وصلات خارجية
- لويس دياز إسبينوزا على موقع الدوري الأمريكي (الإنجليزية)
- لويس دياز إسبينوزا على موقع قاعدة بيانات كرة القدم.إي يو (الإنجليزية)
- لويس دياز إسبينوزا على موقع ناشيونال فوتبول تيمز (الإنجليزية)
- لويس دياز إسبينوزا على موقع Soccerway.com (الإنجليزية)
- لويس دياز إسبينوزا على موقع عالم كرة القدم.نت (الإنجليزية)